# Кјари
Кјари (итал. Chiari) насеље је у северној Италији, у округу Бреша, региону Ломбардија.
Према процени из 2011. у насељу је живело 15541 становника. Насеље се налази на надморској висини од 150 м.

## Становништво
| 1951.  | 1961.  | 1971.  | 1981.  | 1991.  | 2001.  | 2011.  |
| ------ | ------ | ------ | ------ | ------ | ------ | ------ |
| 15.768 | 15.332 | 16.424 | 16.476 | 17.075 | 17.393 | 18.391 |

## Партнерски градови
- Алгемеси
- Валмадрера-Казерта